# Boccaccio (krater)
Boccaccio är en nedslagskrater på planeten Merkurius. Boccaccio är ungefär 152 kilometer i diameter.
1976 namngavs den efter författaren Giovanni Boccaccio.